# Grossa
För andra betydelser, se Grossa (olika betydelser).
Grossa är en kommun i departementet Corse-du-Sud på ön Korsika i Frankrike. Kommunen ligger  i kantonen Sartène som tillhör arrondissementet Sartène. År 2022 hade Grossa 73 invånare.

## Befolkningsutveckling
Antalet invånare i kommunen Grossa
Referens:INSEE